# Наземний старт
«Наземний старт» — програма, що передбачає надання пускових послуг з космодрому «Байконур» з використанням ракет-носіїв «Зеніт-3SLБ» та «Зеніт-2SLБ»

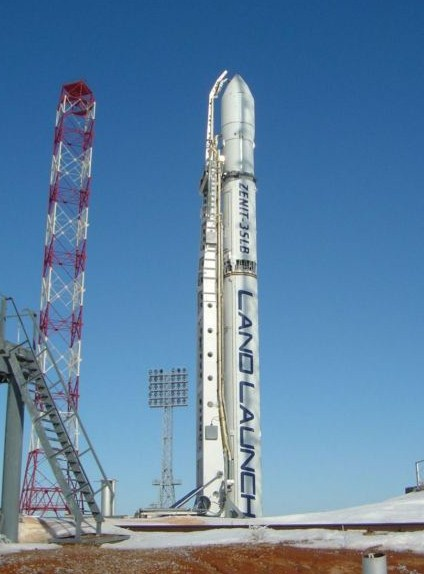
Зеніт-3SLБ на стартовому майданчику

Проєкт реалізується спільно з Російською Федерацією як розвиток проєкту «Морський старт» для запуску ракет-носіїв «Зеніт-2», «Зеніт-3» з космодрому Байконур. Для реалізації проєкту утворено спільне українсько-російське підприємство «Міжнародні космічні послуги».
Для модернізації космічного ракетного комплексу «Зеніт-2», особливо технічного та стартового комплексів, розташованих на космодромі Байконур спільним підприємством залучено інвестиційні кошти у розмірі 25 млн доларів США. До робіт були залучені провідні підприємства галузі — ДКБ «Південне», ДП ВО «Південмашзавод». Реалізація цього проєкту дає можливість розширити використання ракетоносіїв «Зеніт-2», «Зеніт-3» на світовому ринку космічних послуг.

## Історія
Ідея комерційних запусків «Зенітів» з Байконура народилася в КБ «Південне» — тоді проєкт називався «Старт з пустелі». Новим проєктом передбачалося розширити рамки програми «Морський старт», однак керівництво компанії Sea Launch довгий час не поділяти цієї думки.
Проте, в процесі реалізації проєкту «Морський старт», маркетингові дослідження, виконані компанією Sea Launch виявили, що значне число запусків космічних апаратів масою до 4 т доцільніше здійснювати не з морської платформи, а з пускової установки космодрому «Байконур», і 16 січня 2004 року Президент Sea Launch підписав Угоду про принципи співпраці за «Наземним стартом».
Проєкт «Наземний старт» передбачає максимальне використання напрацювань комплексів «Зеніт» і «Морський старт», при підготовці програми доопрацювали ракету-носій «Зеніт-2» і розгінний блок «ДМ-SL», а також стартовий майданчик, заправну станцію та інші об'єкти наземної інфраструктури космодрому.
Таблиця запусків ракет-носіїв за програмою «Наземний старт»:
| № пуску | Дата запуску      | Космічний апарат | Маса    | Результат запуску |
| ------- | ----------------- | ---------------- | ------- | ----------------- |
| 1       | 28 квітня, 2008   | AMOS-3           | 1,27 т  | Успіх             |
| 2       | 26 лютого, 2009   | Telstar 11N      | 4 т     | Успіх             |
| 3       | 22 червня, 2009   | MEASAT-3a        | 2,366 т | Успіх             |
| 4       | 30 листопада 2010 | Intelsat 15      | 2,550 т | Успіх             |
| 5       | 10 травня 2011    | Intelsat 18      | 3,200 т | Успіх             |

Програма передбачає відновлення комерційної експлуатації ракет космічного призначення сімейства «Зеніт-2» з космодрому «Байконур», після аварійного пуску з супутниками Globalstar 1998 року.